# Team Me
Team Me ist eine Indie-Pop-Band aus Norwegen. Für ihr Debütalbum To the Treetops gewann die Gruppe den norwegischen Grammy Spellemannprisen in der Kategorie „Beste Pop-Gruppe des Jahres“.

## Geschichte
Der Bandname deutet auf ihre Entstehung hin: „Team Me“ bestand ursprünglich nur aus Marius Drogsås Hagen, der sein eigenes Nebenprojekt startete, während er noch an zwei verschiedenen Bands (Jaqueline und SIN) als Gitarrist und Sänger beteiligt war. Als die Musik, welche er für den Musikwettbewerb NRK Urørt des norwegischen Senders NRK einreichte, angenommen wurde, musste er in relativ kurze Zeit eine Band zusammenstellen um seine Songs live zu spielen. Das Kollektiv feierte seine Premiere in genau jenem Finale im Jahre 2010. Durch mehrere erfolgreiche Auftritte auf den Festivals Øyafestivalen, Pstereo und Volumfestivalen im Heimatland erspielte sich Team Me eine Fangemeinde.
Im Frühjahr 2011 wurde die erste EP auf dem Label „Propeller Recordings“ veröffentlicht. Sie erhielt gute Kritiken und schaffte es auf Platz #92 der amerikanischen Kollege Radiocharts, CMJ Top 200, mit einer Basis soliden Airplays auf verschiedenen amerikanischen und europäischen Radiostationen.
Der endgültige internationale Durchbruch gelang der Band im Jahre 2011. Team Me absolvierten eine Vielzahl von Konzerten und spielte auf dem skandinavischen Musikkongress und -festival by:Larm, den britischen Festivals The Great Escape in Brighton und Club NME in London, dem Øyafestivalen in Oslo und den Iceland Airwaves. Im selben Jahr trat die Band in Deutschland auf dem Reeperbahn Festival in Hamburg und bei der Berlin Independent Night auf. Darüber hinaus spielten „Team Me“ als Support von The Wombats auf deren Tourneen durch Europa, UK und Skandinavien.
Im Oktober 2011 wurde das Debütalbum To The Treetops! in Norwegen veröffentlicht und erhielt äußerst positive Reaktion von der norwegischen und internationalen Musikpresse: manche Kritiker meinten, es sei das beste Debütalbum, das jemals von einer norwegischen Band herausgebracht wurde. Als musikalische Referenzen wurden dabei Arcade Fire und Broken Social Scene oder die US-Synthie-Hippies Passion Pit genannt.
Im März 2012 wurde das Album in Deutschland, Frankreich, England und anderen europäischen Ländern veröffentlicht. Nach der Veröffentlichung des Albums in Norwegen startete die Band ihre erste eigene Tour durch Europa und spielte 2012 beim SXSW Festival in Austin (Texas) und beim Eurosonic in den Niederlanden.
Das zweite Studioalbum Blind as Night erschien 2014.
Die Band löste sich 2015 auf, im November 2019 kam es zur Neugründung.

## Diskografie

### Singles
- 2011: Dear Sister
- 2011: With My Hands Covering Both of My Eyes I Am Too Scared to Have a Look at You Now
- 2012: Show Me
- 2014: F Is for Faker
- 2014: The All Time High
- 2019: Blurry Precise
- 2019: The Future In Your Eyes
- 2019: Does Anyone Know How To Get To The Heart Of This
- 2020: Into The Wild

### EPs
- 2011: EP (Propeller Recordings)

### Alben
- 2011: To the Treetops! (Propeller Recordings)
- 2014: Blind as Night
- 2022: Something in the Making
- 2023: Return to the Riverside

## Nebenprojekt
Marius Drogsås Hagen bildet zusammen mit Tord Øverland-Knudsen, dem Bassisten der Band The Wombats, das Musikprojekt Imitating Aeroplanes. Sie veröffentlichten 2017 das Studioalbum Planet Language.